# コイタ族
コイタ族（コイタぞく、Koita）は、パプアニューギニアに住む少数民族。

## 居住地
パプアニューギニアの中部地方、ポートモレスビー一帯の乾燥して痩せた海岸地帯に住んでいる。

## 歴史
元々は内陸部に住み、海岸地帯の部族と交易に携わっていた。白人と接触後、海岸地方に移住してオーストロネシア語系の言語を話すモツ族と共存するようになった。そのため、固有の言語を話す者は非常に限られ、若年層はトク・ピシンや英語を好んで話す傾向にあり、村での生活も文化の面もコイタ族特有のものはほとんど残っていない。

## 生活
生業は賃金労働が主体である。